# Kunst im öffentlichen Raum in Warstein
Kunst im öffentlichen Raum in Warstein umfasst öffentlich zugängliche Plastiken, Skulpturen, Brunnen, Wandmalereien, Mosaike und Graffiti im Gebiet der sauerländischen Stadt Warstein im Kreis Soest. Die nachstehende Liste von Kunstwerken im öffentlichen Raum ist nicht vollständig. Sie wird kontinuierlich ergänzt.

## Liste
- Karte mit allen verlinkten Seiten:
- OSM |
- WikiMap

| Bild                                                   | Bezeichnung                                              | Standort                                                                            | Künstler                         | errichtet | Anmerkungen |
| ------------------------------------------------------ | -------------------------------------------------------- | ----------------------------------------------------------------------------------- | -------------------------------- | --------- | --- |
| Mondsichelmadonna                                      | Mondsichelmadonna (Apokalyptische Madonna)               | Allagen Skulpturenpark Haus Dassel, Viktor-Röper-Park 2 (Steinlehrpfad) Lage        | Michael und Christoph Winkelmann |           | Die Skulptur befindet sich an einer Ecke im Park, wo ausrangierte Grabsteine aufgestellt sind. Darunter auch einer vom ehemaligen jüdischen Friedhof ("Allagener Todtenhof"). |
| Schloss am Schloss                                     | Schloss am Schloss                                       | Allagen Skulpturenpark Haus Dassel, Viktor-Röper-Park 2 (Steinlehrpfad) Lage        |                                  |           | Rohmarmorblock mit Ketten und Vorhängeschlössern. Frei nach dem Motto "Marmor, Stein und Eisen bricht..." kann man dort Liebesschlösser befestigen. |
|                                                        | Klangstein                                               | Allagen Skulpturenpark Haus Dassel, Viktor-Röper-Park 2 (Steinlehrpfad) Lage        |                                  |           | Quader aus schwarzen Granit. Durch Reiben einer Säulenfläche mit angefeuchteten und fettfreien Händen kann man mit etwas Übung einen sonoren niederfrequenten Summton erzeugen. |
| Verschlingung                                          | Verschlingung                                            | Allagen Skulpturenpark Haus Dassel, Viktor-Röper-Park 2 (Steinlehrpfad) Lage        | Michael und Christoph Winkelmann |           | Steinskulptur, die an verschlungene Kettenglieder erinnert. |
| Mundharmonikaspieler                                   | Mundharmonikaspieler                                     | Allagen Skulpturenpark Haus Dassel, Viktor-Röper-Park 2 (Steinlehrpfad) Lage        | Michael und Christoph Winkelmann |           | Die Skulptur würdigt die jahrzehntelage Unterstützung der Arbeiten am Standort Haus Dassel durch die dort aktiven Musikgruppen. |
| St. Christopherus                                      | St. Christopherus                                        | Allagen Skulpturenpark Haus Dassel, Viktor-Röper-Park 2 Lage                        | Michael und Christoph Winkelmann |           | Statue aus roten Mainsandstein, gewidmet für das Ehrenamt. |
| Die Tugenden                                           | Die Tugenden                                             | Allagen Skulpturenpark Haus Dassel, Viktor-Röper-Park 2 Lage                        | Hans Kordes                      | 2024      | Stahlschnitt "Kreuz der Camargue" auf Steinpodest. |
| Viktoria                                               | Viktoria                                                 | Allagen Skulpturenpark Haus Dassel, Viktor-Röper-Park 2 (Teich) Lage                | Jürgen Wrede                     |           | Brunnenfigur, ca. 3 m hohe Säule aus Naturstein mit weiblicher Büste, die eine kleine flache Schale hält, aus der ein Wasserrinnsal an der Säule entlang abwärts fließt. Sie erinnert an das ehemalige Viktoriawerk, dass sich hier am Haus dassel befand.                                                    |
| Sonnenuhr                                              | Sonnenuhr                                                | Allagen Skulpturenpark Haus Dassel, Viktor-Röper-Park 2 (Teich) Lage                | Günter Rickel                    |           | Geschmiedete Sonnenuhr. |
| Tagelöhner                                             | Tagelöhner                                               | Allagen Skulpturenpark Haus Dassel, Viktor-Röper-Park 2 Lage                        | Jürgen Wrede (Entwurf)           | 2021      | Die 1,8 Meter hohe, rund eine Tonne schwere Granit-Skulptur des Tagelöhners Heinrich Busch wurde aus einer ursprünglich als Bergmann angelegten Plastik umgestaltet. |
| Mutter Heimat                                          | Mutter Heimat                                            | Allagen Skulpturenpark Haus Dassel, Viktor-Röper-Park 2 Lage                        | Hans Kordes                      |           | Stahlschnitt der "Mutter-Heimat-Statue" in Wolgograd auf Steinpodest. |
| weitere Bilder                                         | Rosenkranzgarten                                         | Allagen Stukenweg 16 / Hinter der Kirche St. Johannes Baptist Lage                  |                                  |           | Begehbarer Rosenkranz mit Kupferreliefs der Geheimnisse Marias in einer schönen Gartenanlage und Marienkapelle. |
|                                                        | Dorfbrunnen                                              | Allagen Dorfstraße 35, Platz vor der Johannes-Grundschule Lage                      |                                  |           | Dorfbrunnen mit Wappen von Allagen. Auf den Platz befindet sich auch ein Gedenkstein zum 925jährigen Ortsjubiläum. |
| Fenster an der Johannes-Grundschule                    | Fenster an der Johannes-Grundschule                      | Allagen Dorfstraße 35, Johannes-Grundschule Lage                                    |                                  |           | Bleiglasfenster |
|                                                        | Heiligenfigur                                            | Allagen Am Haus Dorfstraße 36 Lage                                                  |                                  |           | |
| weitere Bilder                                         | Himmelspol                                               | Allagen-Westendorf Bachstraße / Feld am Heiligenhäuschen von 1706 Lage              | Horst Rellecke                   |           | Moderne Skulptur aus Grünsandstein mit runder Metallscheibe auf der sich das Sternbild Drache befindet. Am Standort befand sich die erste Kirche aus dem 8. Jahrhundert von Warstein-Allagen. Sie nimmt Bezug auf die Anordnung der Sternbilder und die Lage der Orte und Kirchen im Sauerland.               |
| weitere Bilder                                         | Sechs Eichen (Geschichtsbrunnen Belecke)                 | Belecke Wilkeplatz / Bahnhofstraße Lage                                             | Frijo Müller-Belecke             | 1988      | Plastik aus sechs stilisierten Eichen, die aus Anlass des 1050-jährigen Ortsjubiläums gefertigt wurde. |
| weitere Bilder                                         | Belecker Kuh                                             | Belecke Böttcherstraße 19 Lage                                                      |                                  |           | |
|                                                        | Gedenkstein 925 Jahre Mülheim                            | Mülheim Dorfplatz                                                                   | Willi Eickhoff                   | 1997      | |
|                                                        | Skulptur im Kreisverkehr                                 | Sichtigvor Kreisverkehr Möhnestraße/Sankt-Georg-Straße/Pater-Nikodemus-Straße Lage  | Björn Rusche (Entwurf)           | 2008      | Kunst im Kreisverkehr: 800 kg schwere Edelstahlskulptur. |
| Gefallene der Kriege                                   | Den Opfern der Kriege                                    | Sichtigvor Alter Friedhof der Kirche St. Margaretha Lage                            | W. L.                            | 1965      | Ehrenmal mit Steinkreuzen auf den die Kriegsjahre von 1806–1945 stehen. Am Kopfende abstraktes Kreuzigungsrelief aus Bronze. |
| Friedhofskreuz Friedhof Sichtigvor                     | Friedhofskreuz                                           | Sichtigvor Friedhof Sichtigvor Lage                                                 | Willi Eickhoff                   | 1989      | Steinernes Scheibenkreuz mit Korpus Christi, Eichenbäumchen und Getreideähren. Auf der Scheibe sind Reliefs von Jesu Geburt, Bergpredigt, Auferstehung und als König. |
| 900 Jahre Kirchenspiel                                 | 900 Jahre Kirchenspiel Sichtigvor – Mülheim – Waldhausen | Sichtigvor Mauer Deutschordenskommende Mülheim, Möhnestraße / Ordensritterburg Lage |                                  | 1972      | Denkmal zum 900jährigen Bestehen des Kirchenspiels. Bronzene Ortswappen und Jahreszahlen 1072–1972. |
| Der Loermund                                           | Der Loermund                                             | Sichtigvor Römerweg (Kiepenkerlradweg) Lage                                         |                                  |           | 3D-Tastmodell für Blinde aus Bronze vom Berg Loermund mit Kapelle, Kreuzweg und der historischen Wallburganlage. |
|                                                        | Suttroper Diamanten                                      | Suttrop Diamantenpark am Kalkofen, Nutlarer Straße 47 Lage                          |                                  |           | Skulptur der Suttroper Diamanten aus Edelstahl am Fundort der lokal vorkommenden Quarze. |
| Suttroper Quarze                                       | Suttroper Quarze                                         | Suttrop Johannesplatz / Kreisstraße Lage                                            |                                  |           | Skulptur der Suttroper Diamanten aus Marmor als Wahrzeichen des Ortes am Marktplatz. |
| Suttrop vor 100 Jahren                                 | Suttrop vor 100 Jahren                                   | Suttrop Trafohäuschen Steinrücken / Kreisstraße Lage                                | Peter Volpert                    | 2014      | Wandbild mit einer Ortsansicht zu Beginn des 20. Jahrhunderts. |
| Flötenspieler Suttrop                                  | Flötenspieler                                            | Suttrop Quelle am Steinrücken, Steinrücken / Mittlere Straße Lage                   |                                  |           | Flötenspieler aus Bronze an der 2012 wieder freigelegten Quelle. |
| Die Eisengießer                                        | Die Eisengießer                                          | Suttrop Alte Kreisstraße Lage                                                       | Siegfried Meier                  | 2002      | Die Skulptur erinnert an die Arbeiter der Wilhelmshütte am Oberhagen, die nach schwerer Arbeit die steile Dorfstraße nach Hause gehen mussten. Zur Motivation dichteten sie: "De Hütte rop, de Hütte rop, da goit dai Wiag no Sutterop ..." (Die Hütte rauf, die Hütte rauf, da geht der Weg nach Suttrop...) |
|                                                        | Ehrenmal                                                 | Warstein Kirchplatz / Markt Lage                                                    | Hans Sommer                      | 1964      | Das Ehrenmal an der nord-östlichen Ecke der Kirche ist ein Mahnmal für die Opfer von Gewalt und Terror der Kriege. Eine 2017 neu erstellte Gedenktafel erinnert an die Ermordung von 208 russischen Zwangsarbeitern in den letzten Tagen des Zweiten Weltkriegs.                                              |
|                                                        | Geschichtsbrunnen                                        | Warstein Kirchplatz / Markt Lage                                                    | Bonifatius Stirnberg             |           | Brunnen mit Szenen aus der Stadtgeschichte und dem Handwerk in Warstein. Dargestellt sind Holzfäller, Steinbrucharbeiter, Metallgießer und Bierbrauer. Die Szene auf der Spitze zeigt die Abgabe des Zehnten an die Benediktiner des Kloster Grafschaft.                                                      |
|                                                        | Schnadloiper Denkmal                                     | Warstein Kirchplatz / Markt Lage                                                    |                                  | 1996      | Das Denkmal ist zu Ehren des "200-jährigen", der Symbolfigur der "Warsteiner Schnaod". |
|                                                        | Warsteiner Glockenspiel                                  | Warstein Kirchplatz / Markt Lage                                                    |                                  | 2000      | Glockenspiel mit Szenen aus der Stadtgeschichte. Links: Der Bürgermeistersprung Mitte: Die Tradition des Schnadzuges Rechts: Stadtbrand von 1802 |
| Braukessel vor der Warsteiner Brauerei Hauptverwaltung | Braukessel                                               | Warstein Vor der Warsteiner Brauerei Hauptverwaltung, Domring Lage                  | Hans Sommer                      |           | Bronzerelief auf Braukessel über das Bierbrauen und die Auslieferung des Gerstensafts mit Pferdegespann. |
|                                                        | Ziegenhirte                                              | Warstein Platz vor der Sparkasse, Hauptstraße / Rangestraße Lage                    |                                  |           | Bronzeskulptur zur Erinnerung an den Ziegenhirten Anton Mühlenhoff. |
|                                                        | Der Triumph                                              | Warstein Hauptstraße / Sparkasse Lage                                               | Joan Sofron                      | 1997      | Skulptur zum 150jährigen Bestehen der Sparkasse Warstein-Rüthen. |
|                                                        | Waschfrauen                                              | Warstein Hauptstraße / Volksbank Lage                                               |                                  |           | Bis ca. 1950 befand sich an der Stelle eine Waschstelle mit Bleiche. Die gleichbleibende Temperatur von ca. 14 °C der Wäster erlaubte es auch in den Wintermonaten die Wäsche zu Waschen. |
|                                                        | Relief Bührnheims Quelle                                 | Warstein Zur Alten Brauquelle (Warsteiner Stubn) Lage                               |                                  |           | Relief einer Wasserträgerin, die Wasser schöpft und einem Knaben mit Wasserkrug. |
|                                                        | Warsteiner Hammerschmied                                 | Warstein Hauptstraße Lage                                                           |                                  | 1850      | Das Denkmal stand vorher am Puddelhammer und erinnert an die Blütezeit der Warsteiner Eisenverarbeitung im Wästertal. |
|                                                        |                                                          | Warstein Belecker Landstraße 8, Haus Kupferhammer Lage                              |                                  |           | |
|                                                        | Storch                                                   | Warstein Am Bullerteich, Hauptstraße 16 (Polizei) Lage                              | Hans Wiese                       |           | „Klapperstorch“ aus Kupfer |